# Breme
Breme is een gemeente in de Italiaanse provincie Pavia (regio Lombardije) en telt 889 inwoners (31-12-2004). De oppervlakte bedraagt 19,2 km², de bevolkingsdichtheid is 49 inwoners per km².

## Demografie
Breme telt ongeveer 406 huishoudens. Het aantal inwoners daalde in de periode 1991-2001 met 6,6% volgens cijfers uit de tienjaarlijkse volkstellingen van ISTAT.
| Jaar | Inwoneraantal |
| ---- | ------------- |
| 1991 | 1002          |
| 2001 | 936           |

## Geografie
De gemeente ligt op ongeveer 101 m boven zeeniveau.
Breme grenst aan de volgende gemeenten: Candia Lomellina, Frassineto Po (AL), Sartirana Lomellina, Valle Lomellina, Valmacca (AL).